# المطلاع
المطلاع سلسلة من المرتفعات التي تعتبر مدخل إلى الجهراء وهي من ضمن مناطق محافظة الجهراء في غرب الكويت. تبعد عن العاصمة 40 كيلومترا وتعد مرتفعات المطلاع أحد أبرز السمات الجغرافية لمظاهر السطح في الجهراء هي يبلغ أقصى ارتفاع 306 متر فوق مستوى سطح البحر.

## التاريخ

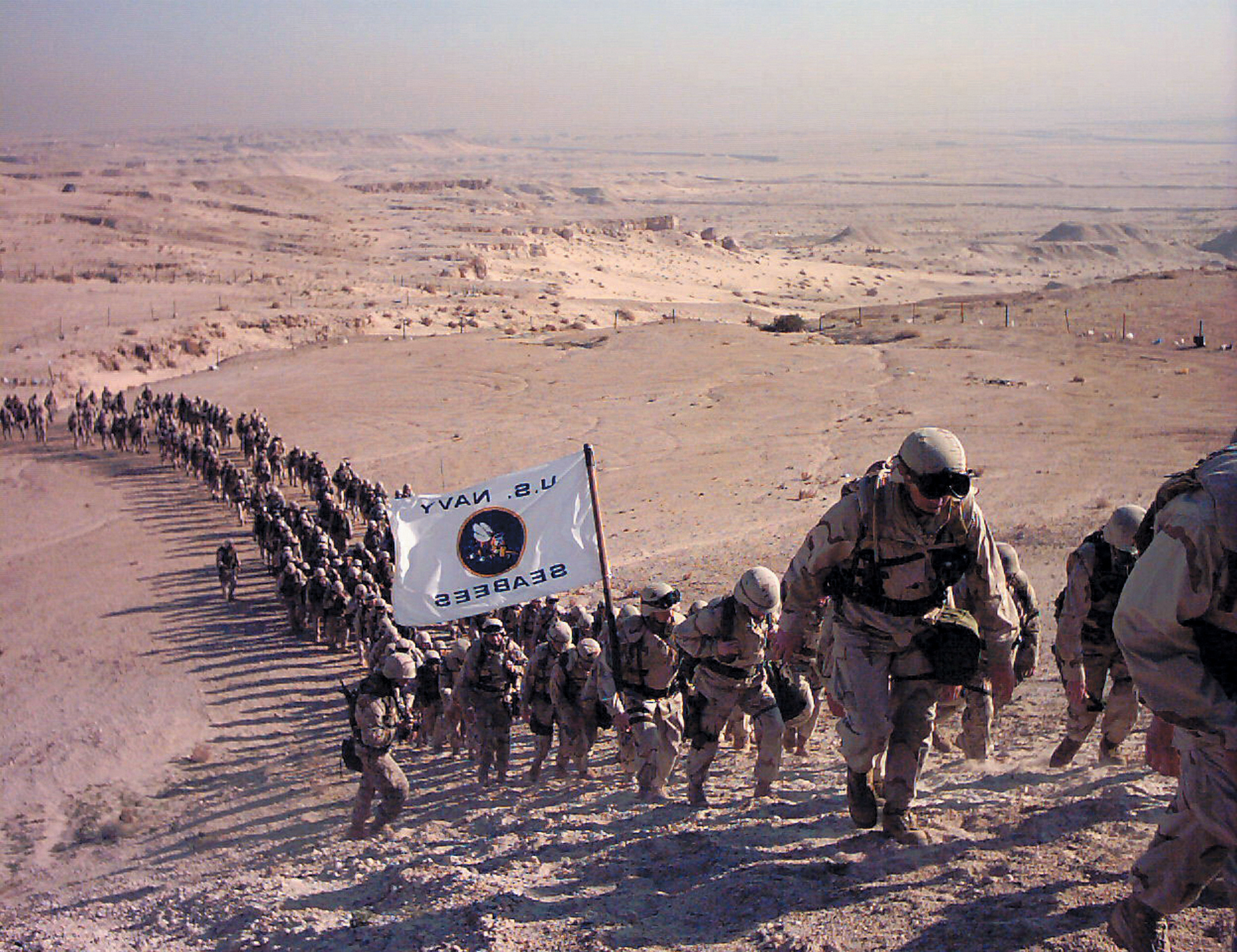
مفزرة من مشاة البحرية الأمريكية خلال تمرين لهم في المطلاع

خلال حرب الخليج الثانية كانت القوات العراقية ستطلق قنابل على المنطقة لتهديد السعودية. في فبراير 1991 هاجمت الطائرات الأميركية القوات العراقية المتراجعة التي هربت من الكويت باتجاه البصرة على طريق الموت.
استخدمت قوات التحالف لاحقا البروز الصخري لأبراج الاتصالات للتواصل مع القوات في العراق.
خلال عملية ربيع الصحراء في عام 2003 قامت مفرزة من الحرس الوطني الأمريكي من أوكلاهوما وإنديانا بالمراقبة والدفاع عن البؤرة الاستيطانية حتى وقت متأخر من الحرب عندما تم نقلهم إلى قاعدة الإمام علي الجوية في العراق.